# Sto António (Cantagalo)
Santo António (São Tomé) é uma aldeia de São Tomé e Príncipe, localiza-se no Distrito de Cantagalo, ilha de São Tomé, próxima às localidades de Quimpo e de Nova Olinda.